# Majdan Sopocki Pierwszy
Majdan Sopocki Pierwszy is een plaats in het Poolse district  Tomaszowski (Lublin), woiwodschap Lublin. De plaats maakt deel uit van de gemeente Susiec en telt 510 inwoners.